# Alexandru Apolzan
Alexandru Apolzan, né le 5 février 1927 à Sibiu en Roumanie et décédé le 23 décembre 1982 à Bucarest en Roumanie, était un footballeur international roumain, qui évoluait au poste de défenseur. 
Il compte 22 sélections en équipe nationale entre 1949 et 1960.

## Biographie

### Carrière de joueur
Avec le club du Steaua Bucarest, il remporte six championnats de Roumanie et également six Coupe de Roumanie.
Avec cette même équipe, il joue 4 matchs en Coupe d'Europe des clubs champions.
Il dispute un total de 276 matchs en première division roumaine, pour 3 buts inscrits.

### Carrière internationale
Alexandru Apolzan compte 22 sélections avec l'équipe de Roumanie entre 1949 et 1960. Entre 1953 et 1960, il porte à 11 reprises le brassard de capitaine de la sélection nationale roumaine.
Il est convoqué pour la première fois par le sélectionneur national Emerich Vogl pour un match amical contre l'Albanie le 23 octobre 1949 (1-1). Il reçoit sa dernière sélection le 22 mai 1960 contre la Tchécoslovaquie (défaite 2-0).
Il joue 4 matchs comptant pour les tours préliminaires du mondial 1954 et également 2 matchs comptant pour les éliminatoires du mondial 1958.

## Palmarès
- Avec le Steaua Bucarest :
  - Champion de Roumanie en 1951, 1952, 1953, 1956, 1960 et 1961
  - Vainqueur de la Coupe de Roumanie en 1949, 1950, 1951, 1952, 1955 et 1962